# 許婚
許婚（いいなずけ、いいなづけ、きょこん）とは、本人たちの意志にかかわらず双方の親または親代わりの者が合意で結婚の約束をすること。また、その約束を結んだ婚約者をさす言葉。許嫁とも書かれる。

## 語源
許婚・許嫁は共に当て字で、もともとは「言ひ名付く（いひなづく）」という語の連用形が名詞化した語とされる。他にも、「結納付け」や「忌み名づけ」などが転じたという説があるが、有力とはされていない。

## 意味の変遷
- 古代、男性が女性の名を知ることがその女性を占有することと同義だった。この時代には、結婚を前提としての交流手段だったと考えられる。この風習に関する記述は、『万葉集』などで散見される。
- 室町時代ころから武家の間で男性支配の婚約の形として、当事者の意志に関係なく取り交わされる形になった。これは、戦乱の世の中で、政略として結婚が行われたためと考えられる。この時代の許嫁は、当事者の意志を無視したものであり、悲運に泣いた女性の物語も多く残されている。
- 現在では、古い形での婚約がなくなり、婚約した当人同士が相手をさす言葉になった。